# Reinhold Hansen
Peter Alfred Reinhold Hansen (15. marts 1889 i Stødstrup – 19. januar 1943 i Eskilstrup) var en dansk erhvervsmand, direktør og stifter af Zone-Redningskorpset.
På Reinhold Hansens tid blev brande bekæmpet med hestetrukne sprøjter med hånddrevet pumpe, hvilket var en langsommelig og ineffektiv fremgangsmåde. Falcks Redningskorps med Sophus Falck i spidsen havde imidlertid sat gang i en udvikling hen imod bedre brandslukning. Falck tegnede kontrakt med landkommunerne og ansatte lokale brandvagter.
Reinhold Hansen blev brandvagtsleder i Eskilstrup på Falster i 1925, og han begav sig med det samme til at forbedre brandslukningsindsatsen, idet han sammen med vennen Johannes Hare ansatte landbrugskyndige, da disse måtte have forstand på dyr, som jo i mange tilfælde skulle reddes ud fra brændende stalde. På det praktiske plan var Hansen tidligere bokser og således også en fysisk stærk mand.
Han oprettede nye stationer på Lolland og Sydsjælland og var i 1930 blevet for stor en konkurrent for Falck, der ekskluderede Hansen og Hare fra korpset. I mellemtiden havde de hvervet Falckmanden Eigil Juel Wiboltt, og nu fik det nye initiativ navnet Zone-Redningskorpset.
I 1936 fik Zonen Danmarks første søredningstjeneste og kunne assistere politiet ved eftersøgninger til havs. 1939 blev flyveambulancen sat i drift, hvilket var et tilskud til økonomien, og som noget unikt tegnede man familieabonnementer. Firmaet havde nu stationer i alle større byer i Danmark. Da Hansen døde, videreførte hustruen Louise (1884-1959) sin mands arbejde, men blev købt ud i 1957, hvor Zonen samtidig blev et aktieselskab. I 1963 overtog Falck alle aktierne i Zonen og lukkede konkurrenten.
Parret er begravet på Eskilstrup Kirkegård.